# Classe Königsberg (1927)
Cet article concerne la troisième classe de croiseurs légers de ce nom. Pour les autres classes Königsberg, voir classe Königsberg.
La classe Königsberg, ou classe K, était une classe de croiseurs légers de la Reichsmarine puis de la Kriegsmarine. Les trois navires (Königsberg, Karlsruhe et Köln), nommés d'après les villes allemandes, furent construits entre 1926 et 1930. Succédant à l'Emden de 1925, les trois croiseurs légers ont une coupe inédite, leur armement principal étant réparti en trois tourelles triples dont les deux dernières étaient décalées par rapport à l'axe du pont. Ils étaient armés d'une artillerie principale de neuf canons de 150 mm et de douze tubes lance-torpilles de 500 mm.

## Conception

### Caractéristiques générales
Leur déplacement standard était de 6 650 tonnes et 8 130 tonnes à pleine charge. Ils avaient une longueur hors tout de 174 mètres, une largeur de 15,30 mètres et un tirant d’eau de 6,28 mètres. Ces 3 unités étaient propulsées par quatre turbines alimentées en vapeur par six chaudières à mazout et deux diesels MAN à quatre temps 10 cylindres développant 65 000 ch (48 000 kW) et entraînant deux hélices. Leur vitesse maximale était de 32 nœuds (59 km/h). Ces navires emportaient 600 tonnes de fioul lourd (stockage maximal de 1 350 tonnes), leur donnant une distance franchissable de 5 700 nautiques (10 600 km) à une vitesse de 19 nœuds (35 km/h). ils n'avaient qu'un seul gouvernail. Ces bâtiments disposaient de trois turbo-générateurs et deux générateurs diesel pour fournir l'énergie électrique, pour une puissance combinée de 540 kilowatts (720 ch) à 220 volts.
Dans les années 1930 les navires sont modifiés pour embarquer des hydravions à flotteurs de reconnaissance. Tous trois embarquaient une catapulte, placée entre la seconde cheminée et la conduite de tir arrière. Ces bâtiments embarquaient initialement deux hydravions Heinkel He 60, remplacés plus tard par deux avions hydravions  monoplan Arado Ar 196. La catapulte ne pouvait recevoir qu'un seul avion à la fois, le second étant démonté et stocké car ces unités ne disposaient pas de hangar. La catapulte est débarquée du Köln en 1942, de même que ses tubes lance-torpilles. En 1935-36 ils avaient tous les trois un mâts tripode, plus tard débarqué et remplacé par une tour.
Initialement, son équipage comprenait 21 officiers et 493 marins, puis 23 officiers et 588 à 591 marins, avant de passer à 820-850 officiers et marins pendant la Seconde Guerre mondiale.

### Armement

Plan d'une tourelle de 150 mm.

Les navires étaient armés de neuf canons de 150 mm SK C/25 montés en trois tourelles triples (une à l'avant et deux à l'arrière). Les deux tourelles superposées arrière étaient décalées par rapport à l'axe du pont. Ils reçurent 1 080 obus, soit 120 obus par pièce. À leur mise en service ils étaient équipés de deux canons antiaériens SK L / 45 de 88 mm sur un affut, d'une capacité de 400 coups. Ces bâtiments embarquaient également quatre plateformes tripes tubes lance-torpilles de 500 mm situées au milieu du navire et avec vingt-quatre torpilles de rechange, mais celles-ci furent remplacées par des modèles de 533 mm en 1940. Ils embarquaient également 120 mines sous-marines.
L'artillerie antiaérienne de ces unités a été améliorée et renforcée  tout au long de leur carrière. Les canons d'origine de 88 mm sont remplacés par des affuts doubles pour les nouveaux canons de 88 mm SK C/32. Huit canons SK C / 30 de 37 mm sont installés au milieu des années 1930 et jusqu'à huit canons 20 mm Flak seront également ajoutés.
Le Köln, unique navire de la classe à avoir survécu à la guerre, fut armé de huit canons de 37 mm et 18 de 20 mm, bien qu'il fût prévu initialement de monter jusqu'à dix de 37 et vingt-quatre de 20 mm.

### Blindage
Les navires étaient protégés par un pont blindé d'une épaisseur de 40 mm au milieu du navire et de 20 mm de chaque côté. Ils avaient une ceinture blindée de 50 mm d'épaisseur, équipée de cloisons de 70 mm d'épaisseur à chaque extrémité. La protection sous-marine comprenait une cloison anti-torpilles de 15 mm et une cloison d'abordage de 20 mm. Le château avait des côtés de 100 mm et un toit de 30 mm. Les tourelles des canons avaient des faces de 30 mm, des toits de 20 mm et des barbettes d'une épaisseur de 30 mm.
Le Karlsruhe fut équipé d'une protection renforcée avec un placage extérieur de 10 à 14 mm composé du nouvel acier Wotan weich et d'un pont supérieur de 16 mm, également Wotan weich.

## Navires de la classe

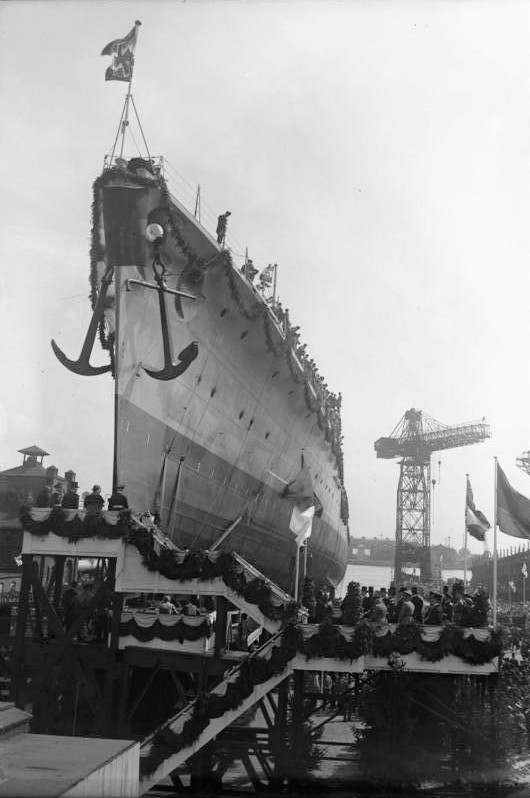
Lancement du Köln le 23 mai 1928.

| Nom        | Constructeur                     | Pose de la quille | Lancement    | Mise en service | Fait                                                                                          |
| ---------- | -------------------------------- | ----------------- | ------------ | --------------- | --------------------------------------------------------------------------------------------- |
| Königsberg | Kriegsmarinewerft, Wilhelmshaven | 12 avril 1926     | 26 mars 1927 | 17 avril 1929   | Coulé par une attaque aérienne à Bergen le 10 avril 1940.                                     |
| Karlsruhe  | Deutsche Werke, Kiel             | 27 juillet 1926   | 20 août 1927 | 6 novembre 1929 | Sabordé après une attaque sous-marine le 9 avril 1940.                                        |
| Köln       | Kriegsmarinewerft, Wilhelmshaven | 7 août 1926       | 23 mai 1928  | 15 janvier 1930 | Partiellement coulé par une attaque aérienne le 30 mars 1945. Démoli à Wilhelmshaven en 1946. |

## Historique
Les navires seront mis sur cale en 1926, lancés en 1927-28 et achevés pour essais en 1929-30. Ils participèrent aux croisières d'instruction de la flotte Allemande en 1931, embarquant de nombreux cadets. Après de nombreuses croisières à l'étranger, ils participèrent aux patrouilles de non-intervention pendant la guerre civile espagnole en 1936-1939. Après le déclenchement de la Seconde Guerre mondiale en septembre 1939, les trois navires mouillèrent des champs de mines défensifs en mer du Nord. Ils participèrent à l'opération Weserübung (invasion de la Norvège) en avril 1940 ; le Königsberg fut gravement endommagé dans un fjord par des batteries côtières puis coulé le lendemain. Le Karlsruhe fut coulé par le sous-marin anglais HMS Truant ; seul le Köln survécut à l'opération.
Après son retour en Allemagne, le Köln participa à diverses opérations en Baltique jusqu'en 1942, reçut quelques modifications, puis resta au mouillage en Norvège en attendant un éventuel raid vers les convois pour la Russie. En 1944 il devint navire d'entraînement pour les cadets en Baltique, servant d'escorteur pour les cargos de ravitaillement. En 1945 il subit une petite refonte à Wilhemshaven et fut bombardé à quai par la RAF, chavirant totalement, quille en l'air. En avril il fut rayé, mais remis à flot et utilisé comme batterie flottante avant d'être démoli en 1946.